# Willie Jimmy
Willie Jimmy, né le 4 mars 1960, est un homme politique vanuatais. Figure majeure de la vie politique vanuataise des années 1990 aux années 2010, plusieurs fois ministre des Finances, il a été reconnu coupable en 2015 de corruption.

## Biographie
Il est étudiant au Fulton Adventist University College (en) aux Fidji. Il entre au Parlement de Vanuatu à l'âge de 23 ans comme député de Port-Vila aux élections législatives de 1983, avec l'étiquette de l'Union des partis modérés (UPM). 
En juillet 1988, comme la quasi-totalité des députés de l'UPM, il boycotte le Parlement pour protester contre l'autoritarisme du gouvernement de Walter Lini. Il perd de ce fait son siège de député. Le 16 décembre 1988, le président de la République George Sokomanu déclare illégalement le Parlement dissous, annonce que des élections anticipées se tiendront en février 1989, et nomme un « gouvernement par intérim » mené par son neveu Barak Sopé. Willie Jimmy y participe. Il est en conséquence arrêté par la police, puis reconnu coupable de conspiration séditieuse pour sa participation à cet acte anticonstitutionnel. Il est condamné en février à trois ans de prison. Il est toutefois acquitté par la Cour d'Appel en avril.
En 1991, après la première victoire électorale de l'UPM, il est nommé ministre des Finances dans le gouvernement de Maxime Carlot. Reconduit à cette fonction par le nouveau Premier ministre Serge Vohor en 1995, il est ensuite fait ministre des Affaires étrangères de 1996 à 1998.
Fait vice-Premier ministre dans le gouvernement de coalition de Donald Kalpokas en 1998, en 1999 il est en « conversation amiable » avec le journaliste Marc Neil-Jones dans une boîte de nuit lorsqu'un proche du ministre, en état d'ébriété, s'en prend physiquement au journaliste à coups de poing et avec une chaise avant d'être maîtrisé, en réaction à un article récent dans le journal The Vanuatu Daily Post. Jimmy aurait par la suite appelé Marc Neil-Jones au téléphone pour lui ordonner de ne rien écrire au sujet de l'incident, le menaçant de faire incendier les locaux du journal s'il n'obéit pas. Marc Neil-Jones publie dans son journal les menaces qu'il a reçues. L'affaire est relayée notamment par l'Agence de Presse des Îles du Pacifique (PINA),.
Willie Jimmy occupe divers ministères de 2003 à 2005, au gré de gouvernements changeant rapidement. Battu dans sa circonscription aux élections de 2008, il est l'ambassadeur de Vanuatu en république populaire de Chine de 2009 à 2012. De retour au Vanuatu en 2012, il fonde le Parti démocrate libéral de Vanuatu, appelant le pays à ouvrir davantage son marché au libéralisme économique,. En 2013 il est nommé ministre des Finances dans le gouvernement de coalition de Moana Carcasses, mais celui-ci le limoge après un mois et demi, l'accusant de comploter contre lui avec l'opposition. Willie Jimmy rejoint alors immédiatement l'opposition parlementaire et signe une motion de défiance contre le gouvernement. En février 2014, il réintègre le gouvernement Carcasses lorsque le Premier ministre lui offre le ministère du Tourisme, des Industries, des Commerces autochtones et du Commerce extérieur,. Cette même année, il prend la défense publiquement de pasteurs chrétiens et de chefs coutumiers de l'île de Malekula qui ont assassiné deux hommes qu'ils accusaient de pratiquer la magie noire. Affirmant que la magie noire est réelle, Willie Jimmy dit à une journaliste que le meurtre des deux hommes est une bonne chose et soulagera leur communauté ; il suggère par ailleurs un retour aux pratiques des temps pré-coloniaux lorsque les chefs faisaient enterrer vivantes les personnes soupçonnées de méfaits.
En juin 2015 il devient à nouveau ministre des Finances, dans le gouvernement cette fois de Sato Kilman. En septembre, il est l'un des cinq ministres reconnus coupables de corruption. Étant le seul accusé à avoir plaidé coupable, il est le seul à ne pas être condamné à une peine de prison ferme, écopant de vingt mois de prison avec sursis, ainsi que d'une peine d'inéligibilité de dix ans,,,. Il est gracié par le président de la République Tallis Obed Moses en avril 2022, et est candidat malheureux à l'élection présidentielle en juillet.